# سپس او مرا یافت
سپس او مرا یافت (به انگلیسی: Then She Found Me) فیلمی محصول سال ۲۰۰۷ و به کارگردانی هلن هانت است. در این فیلم بازیگرانی همچون متیو برودریک، کالین فرث، هلن هانت، بت میدلر، بن شنکمن، سلمان رشدی، جان بنجامین هیکی، لین کوئن، مگی سیف و تامی نلسون ایفای نقش کرده‌اند.